# Trauma Center: Under the Knife
Trauma Center: Under the Knife é um simulador de cirurgias. O jogador tem o papel de um médico novato e recém-contratado por um hospital, que deve atender pacientes no pronto-socorro. Esse jogo foi lançado para a plataforma Nintendo DS e recebeu uma sequência para Nintendo Wii, intitulado Trauma Center: Second Opinion.

## Lançamento
O jogo foi anunciado pela primeira vez em julho de 2004, juntamente com cinco outros títulos da Atlus para a DS. O jogo foi lançado no Japão em 16 de junho de 2005. Uma demo comercial foi lançada através da loja online da Nintendo em 29 de maio. O seu lançamento foi apoiado por um guia publicado pela Enterbrain em julho do mesmo ano. Um álbum de trilha sonora foi lançado pela Sweep Records em outubro de 2011.
Na Electronic Entertainment Expo de 2005, o jogo foi apresentado pela primeira vez com o nome em inglês. Foi lançado na América do Norte em 4 de outubro. O jogo foi localizado para o Ocidente pela Atlus USA. Para a versão em inglês, o cenário do jogo foi alterado do Japão para a América do Norte. O nome em inglês de Derek Stiles foi escrito como um trocadilho com a palavra “stylus”, fazendo referência ao stylus do DS. A dublagem em inglês ficou a cargo da PCP Productions, que já havia trabalhado com a Atlus em Shin Megami Tensei: Digital Devil Saga. A dublagem ficou restrita a gritos durante as operações, enquanto o próprio Stiles não tinha um dublador. Devido à falta de uma filial na Europa, a Atlus USA não publicou o jogo na região. Em vez disso, o jogo foi publicado pela Nintendo of Europe em 28 de abril de 2006.